# Sus ahoenobarbus
El jabalí barbudo de Palawan (Sus ahoenobarbus) es una especie de mamífero artiodáctilo de la familia de los suidos endémico en Filipinas, específicamente en el grupo de islas formado por Balabac, Palawan y las islas Calamian. Los individuos de la especie tienen alrededor de 1,6 metros de largo, un metro de alto y un peso de hasta 150 kilogramos. Hasta hace poco fue considerado una subespecie del jabalí barbudo (Sus barbatus), pero actualmente se trata como una especie aparte basado en el concepto filogenético de especie.